# Mirandolina
Mirandolina (H. 346) es una ópera cómica en tres actos con música de Bohuslav Martinů, y libreto en italiano del propio compositor basado en la comedia de Carlo Goldoni La posadera (1751).
La ópera fue escrita en 1953-4. Incorpora en algunos lugares diálogos hablados entre los personajes, contra un fondo orquestal. La ópera fue estrenada con dirección de Václav Kašlik en el Teatro Nacional de Praga, el 17 de mayo de 1959, poco antes de la muerte del compositor. 
Entre las producciones más recientes, hubo una reposición en la temporada del 2002 del Festival de Wexford.

## Personajes
| Personaje                  | Tesitura  | Reparto del estreno 17 de mayo de 1959 (Director: Václav Talich) |
| -------------------------- | --------- | ---------------------------------------------------------------- |
| Mirandolina, una tabernera | soprano   | Maria Tauberová                                                  |
| Ortensia, una actriz       | soprano   | Stepánka Stepánová                                               |
| Dejanira, una actriz       | contralto | Jaroslava Procházková                                            |
| Conte d'Albafloria         | tenor     | Premysl Koci                                                     |
| Cavaliere di Ripafratta    | bajo      | Ivo Zidek                                                        |
| Marchese di Forlimpopoli   | bajo      | Jaroslav Horacek                                                 |
| Fabrizio, a waiter         | tenor     | Oldrich Kovár                                                    |

## Resumen
Mirandolina es dueña de una vecindad es constantemente cortejada por cada hombre que pasa por la vecindad, y de una forma muy particular por el marqués de Forlipopoli, un aristocrático quien no posee otra cosa más que su título nobiliario, y por el conde de Albafiorita, un mercader que debido a su éxito en los negocios ha pasado a formar parte de la nobleza. Los dos personajes representan los extremos de la alta sociedad veneciana de aquel tiempo. El marqués, sosteniéndose en su honor, está convencido de que basta su protección para conquistar el corazón de una mujer. Por el contrario, el conde, cree que así como ha comprado el título nobiliario, puede ganar el amor de Mirandolina, dándole numerosos regalos.
La astuta dueña de la vecindad, como buena comerciante, no se deja llevar por ninguno de los dos hombres, dejando la esperanza de una posible conquista. Los nobles clientes tardan en abandonar la hostería, y de esta manera contribuyen al aumento de las ganancias de Mirandolina.
La llegada del caballero de Riprafratta, un alto aristocrático y un misógino que desprecia toda mujer, rompe el equilibrio instaurado en la hostería. El caballero, por su origen noble, se lamenta del servicio de la hostería, da órdenes a Mirandolina y critica al marqués y al conde por rebajarse a cortejar a una mujer común.
Mirandolina, aferrada a su orgullo femenino y no estando habituada a ser tratada como una sierva, se propone hacer que el caballero se enamore de ella. En poco tiempo, vence en su intento: el caballero cede y, todo el odio hacia las mujeres se transforma en un amor apasionado que lo atormenta. Su desprecio por el sexo femenino lo vuelto vulnerable frente a la malicia de esta mujer, ya que no conociendo las armas de los enemigos, no se ha podido defender.
Sin embargo, Mirandolina se arrepiente, apenas ve que su juego se le estaba yendo de las manos: el marqués y el conde, notando la especial atención de Mirandolina hacia el caballero, llenos de celos quieren vengarse de su rival. El caballero, enfrentado por sus dos sentimientos totalmente distintos, no quiere demostrar que fue atraído por una mujer, pero quiere ansiosamente tener a la locandiera para sí mismo y está dispuesto a usar la violencia para conseguir su fin.
Con una hábil estratagema, Mirandolina calma las ansias de los nobles y se casa con Fabrizio, que siempre la ha amado, y se promete, además, no jugar más con el corazón de los hombres. Mirandolina no ama a Fabrizio, pero ha prometido a su padre antes de su muerte que se casaría con él.

## Grabación
La producción de Wexford fue grabada por Supraphon; la Orquesta Filarmónica Nacional de Bielorrusia es dirigida por Riccardo Frizza.